# Avion militaire
 (juin 2018).

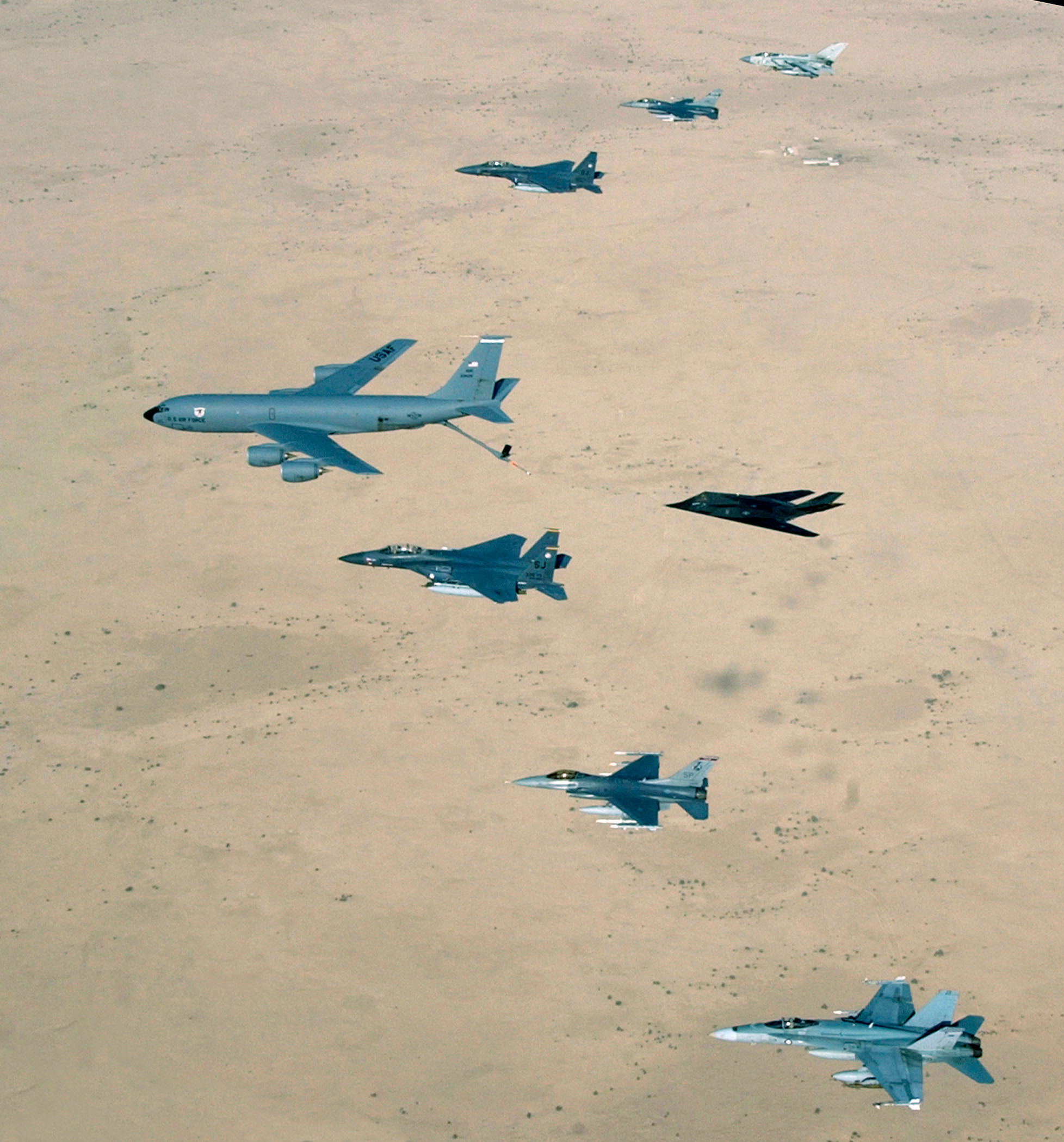
Divers avions militaires utilisés durant la guerre d'Irak de 2003 : Panavia Tornado de la RAF, F/A-18 de la RAAF, F-15, F-16, F-117 et un ravitailleur KC-135 de l'USAF.

Un avion militaire est un avion développé pour répondre aux besoins des forces armées d'un pays. Il existe deux catégories principales, en fonction des missions : les avions de combat dotés d'armements offensifs ; les avions de soutien, non armés ou dotés d'armes de défense (ou de radars).
Cette définition s'applique aussi aux hélicoptères de combat et de soutien aérien ou terrestre.
L'aviation militaire s'est développée dès le milieu de la Première Guerre mondiale, une décennie après le premier vol, avant de devenir une composante essentielle de la stratégie militaire à partir de la Seconde Guerre mondiale. Les forces armées de nombreux pays disposent d'une composante aérienne (armée de l'air) affectée aux missions militaires aériennes, des avions militaires peuvent être affectés à d'autres composantes d'une force armée, par exemple une force marine disposant d'une aéronautique navale.

## Historique

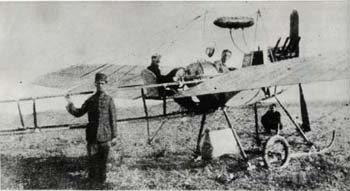
Les débuts de l'aviation militaire turque en 1912 durant la Première Guerre balkanique

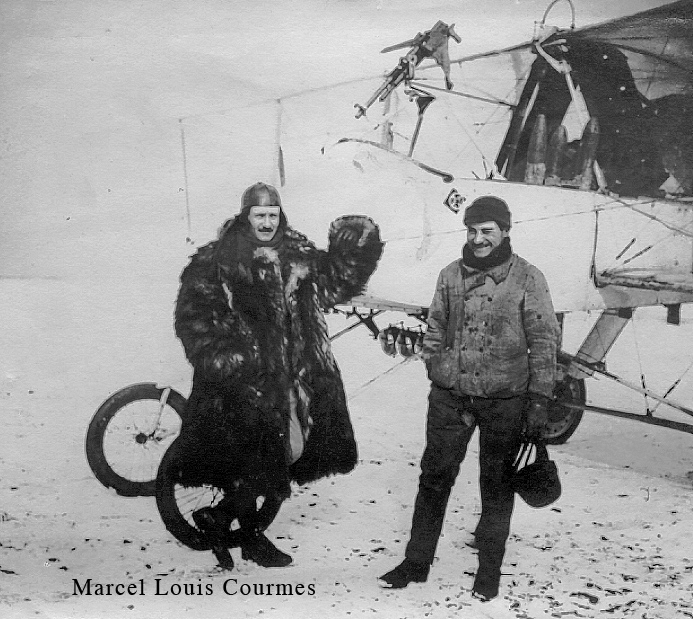
Marcel Courmes, officier français et pilote, 2e groupe de bombardement, août 1915.

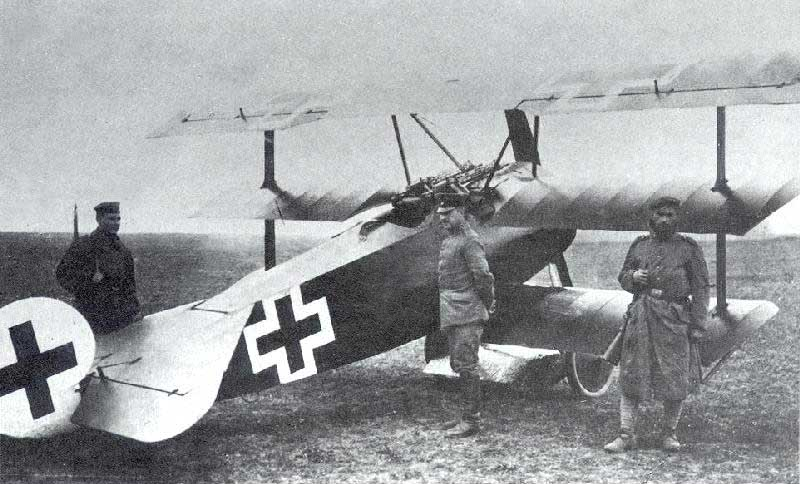
Un Fokker Triplan Dr1, avion de chasse allemand de la Première Guerre mondiale

L'avion apparaît quelques années seulement avant la Première Guerre mondiale, en 1890 pour celui de Clément Ader. Alberto Santos-Dumont réalise le premier vol en public en 1906. La machine intéresse les militaires. Étant une composante de l'Armée de terre, en France, l'aviation militaire voit le jour le 9 juin 1910, avec la première mission aérienne militaire. Ses premières missions sont les mêmes que celles des ballons utilisés précédemment, à savoir la reconnaissance et le réglage des tirs d'artillerie, puis le bombardement léger. C'est afin d'empêcher et de contrer les missions adverses qu'apparaissent les premiers avions de chasse[Quand ?]. Le 2 août 1909, l'armée américaine acquiert un avion aux frères Wright.
La guerre italo-turque est le théâtre de la première utilisation militaire de l'aviation : le 23 octobre 1911, un aviateur italien (le capitaine Carlo Piazza) survole les lignes turques pour une mission de reconnaissance et, le 1er novembre, la première bombe lancée de l'air par un avion tombe sur les troupes turques en Libye. Le 10 septembre 1912, un monoplan Nieuport est le premier avion abattu au combat, descendu par une batterie de mitrailleuses. Il faut attendre le 5 octobre 1914 pour enregistrer le premier combat aérien entre un avion français et un avion allemand, près de Reims. 
Dans l'entre-deux-guerres, l'aviation militaire se perfectionne (les monoplans remplacent la plupart des biplans, les moteurs deviennent de plus en plus puissants et les profils d'avions de plus en plus aérodynamiques). Les armées développent beaucoup cette arme, dans la perspective de futurs conflits. Certaines nations sont alors très en avance technologiquement (France, Allemagne, Italie, Royaume-Uni) pendant que d'autres prennent du retard (États-Unis, etc.) tandis que les prototypes fleurissent et que leurs performances sont de plus en plus élevées.
L'aviation militaire est utilisée de façon intensive dès le début de la Seconde Guerre mondiale : c'est une composante indispensable de la Blitzkrieg allemande, et la bataille d'Angleterre est la première bataille aérienne de l'Histoire. Cette guerre marque hélas également le début des bombardements massifs d'objectifs civils effectués avec des formations de plusieurs centaines d'avions : d'abord par l'Allemagne (raids sur Rotterdam et Coventry dès 1940) et le Japon, puis par les États-Unis et le Royaume-Uni à partir de 1943 (raids sur Hambourg, Tōkyō, etc.). En Asie, la Seconde Guerre mondiale se termine après les bombardements atomiques d'Hiroshima et Nagasaki.
Tous les conflits survenus depuis (guerre de Corée, guerre du Viêt Nam, etc.) ont vu l'aviation militaire jouer un rôle d'autant plus essentiel que les performances des avions ont augmenté considérablement. La nécessité de s'assurer la supériorité sur l'aviation adverse a même été un moteur puissant des différentes innovations apportées depuis le début de la Seconde Guerre mondiale.

## Classification

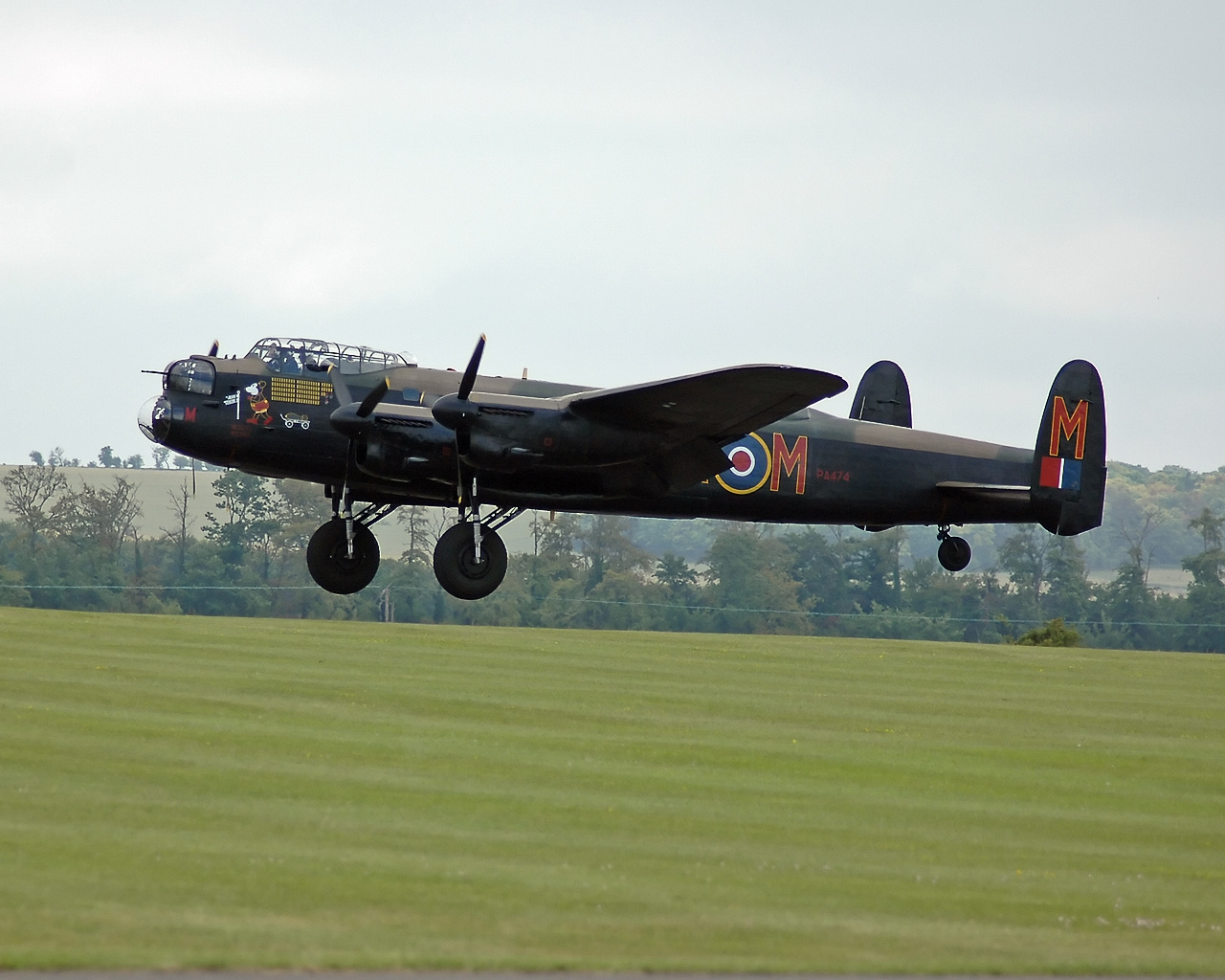
Bombardier Avro Lancaster britannique de la Seconde Guerre mondiale

On catégorise généralement les avions militaires en fonction de leurs missions :
- Avions de combat :
  - chasse, interception ;
  - attaque au sol ;
  - guerre électronique ;
  - bombardement tactique ou stratégique.
- Avions de soutien :
  - reconnaissance, surveillance, patrouille maritime ;
  - transport de troupe, de matériels ;
  - largage de parachutistes ;
  - école, entraînement ;
  - ravitaillement en vol.

L'aéronautique navale effectue les mêmes missions avec des appareils capables de décoller avec ou sans catapulte et d'apponter sur un porte-avions ou d'un porte-aéronefs. 
Beaucoup d'avions sont développés en plusieurs versions et adaptés à différentes missions : par exemple, intercepteur monoplace de base avec une version biplace pour l'entraînement et une version équipée d'une crosse d'appontage et d'ailes repliables pour l'aéronavale.
Les avions de combat sont souvent dotés d'armements externes à la cellule et disposent d'un radar multi-fonctions. Le même avion peut alors être utilisé pour différentes missions en fonction des emports (réservoirs largables, bombes, missiles, pods photographiques, etc.) voire être capable d'effectuer plusieurs missions au cours d'un même vol : avion multirôle.
Les avions de soutien sont parfois développés à partir de versions civiles, c'est le cas de nombreux avions-école et de certains avions de surveillance ou de ravitaillement en vol.
Pour un même type de mission les avions sont ensuite classés en fonction de leurs caractéristiques opérationnelles (rayon d'action, vitesse, etc.) ou de leur construction. Par exemple, les performances actuelles des réacteurs ont généré deux types d'avions de combat : monoréacteur, moins de 10 tonnes ou biréacteurs, classe 20 tonnes.

## Technologies

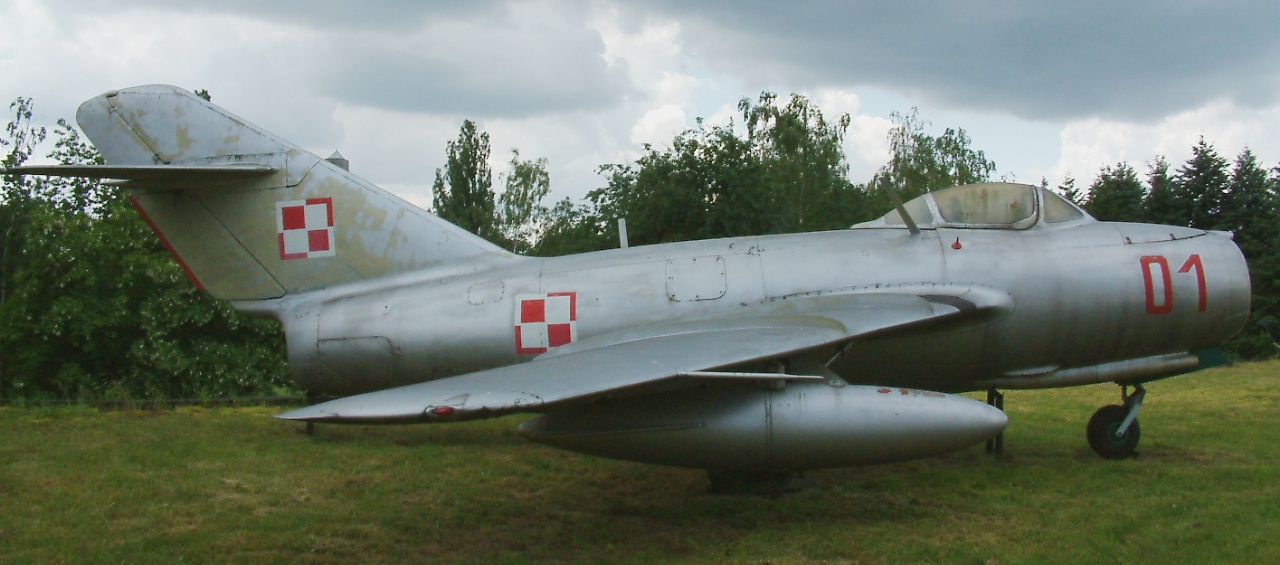
Le premier chasseur à réaction soviétique à connaître le combat, le MiG-15, conçu à la fin des années 1940, ici sous cocarde polonaise (il est le successeur du Mig-9, une version prototype elle aussi à réaction)

La Seconde Guerre mondiale et la Guerre froide ont entraîné un effort de recherche et d'innovation considérable afin d'obtenir une supériorité sur le camp adverse. Cet effort s'est naturellement manifesté dans la mise au point de technologies de plus en plus avancées.
D'abord propulsés par le moteur à combustion interne entraînant une hélice, les avions militaires ont utilisé le moteur à réaction dès la fin de la Seconde Guerre mondiale. Ceci a rapidement permis de voler à des vitesses tout juste supersoniques dès les années 1950, et encore plus élevées à partir des années 1960. L'utilisation du moteur-fusée a permis dès la Seconde Guerre mondiale d'atteindre des vitesses élevées, mais est restée anecdotique (Messerschmitt Me 163).
Des progrès considérables ont également été accomplis dans le domaine électronique (radar, commandes de vol électriques, systèmes de navigation, etc.) et de l'armement (missile, bombe guidée laser, etc.) : aujourd'hui, un chasseur peut en abattre un autre à 80-90 km de distance avec un missile air-air et tirer une munition air-sol à des centaines de km de sa cible.

## Coûts
Les améliorations des performances (nouveaux moteurs, nouveaux matériaux, nouvelles techniques de construction) et des équipements (radar, avionique) font que le prix des avions augmente fortement d'une génération à l'autre. Dès l'entre-deux-guerres, les avions mis en service en 1938 ont eu un coût unitaire 13 à 14 fois plus élevé qu'en 1923. En conséquence, le nombre d'appareils modernes que même les nations les plus riches peuvent s'offrir diminue inexorablement. L'Armée de l'air française a ainsi au 1er septembre 2011 un total de 247 avions de combat contre environ 550 au début des années 1980, et pour les 120 à 140 avions Mirage F1 et Mirage 2000 quittant le service dans les années 2010, elle ne reçoit que 59 Rafale alignant 217 chasseurs en 2021.
À titre d'exemple, parmi les avions conçus aux États-Unis :
| Désignation    | Mise en service | Exemplaires construits | Prix unitaire en monnaie courante                |
| -------------- | --------------- | ---------------------- | ------------------------------------------------ |
| P-51 Mustang   | 1942            | 15 575                 | 50 985 dollars                                   |
| F-86 Sabre     | 1949            | 8 740                  | 220 000 à 343 000 dollars suivant les versions   |
| F-4 Phantom II | 1960            | 5 195                  | 2,4 millions de dollars                          |
| F-15 Eagle     | 1976            | 1 300                  | 28 à 30 millions de dollars suivant les versions |
| F-22 Raptor    | 2005            | 187                    | 350 millions de dollars                          |

À ces coûts directs d'achat de l'appareil même, il faut ajouter les coûts de maintenance (entretien régulier) et les coûts de formation des pilotes et des mécaniciens, eux aussi en hausse constante en raison de l'augmentation de la complexité des avions.
L'heure de vol reflète l'ensemble de ces coûts, par exemple à l'aviation navale française en 2006 :
- E-2 Hawkeye : 40 300 euros/h ;
- Dassault Rafale : 39 000 euros/h ;
- Atlantique 2 : 18 800 euros/h ;
- Dassault Super-Étendard : 13 000 euros/h.

L'utilisation d'un grand nombre d'appareils identiques diminue les coûts unitaires par économie d'échelle. Si l'on prend le cas du E-2 Hawkeye, l'US Navy chiffre en 2006 l'heure d'exploitation à 18 000 dollars pour 150 exemplaires achetés depuis 1960, tandis que la Marine nationale française, qui n'en exploite que trois exemplaires, dépense trois fois plus pour une heure d'exploitation (40 300 euros).

## Parc d’avions de combat en 2002

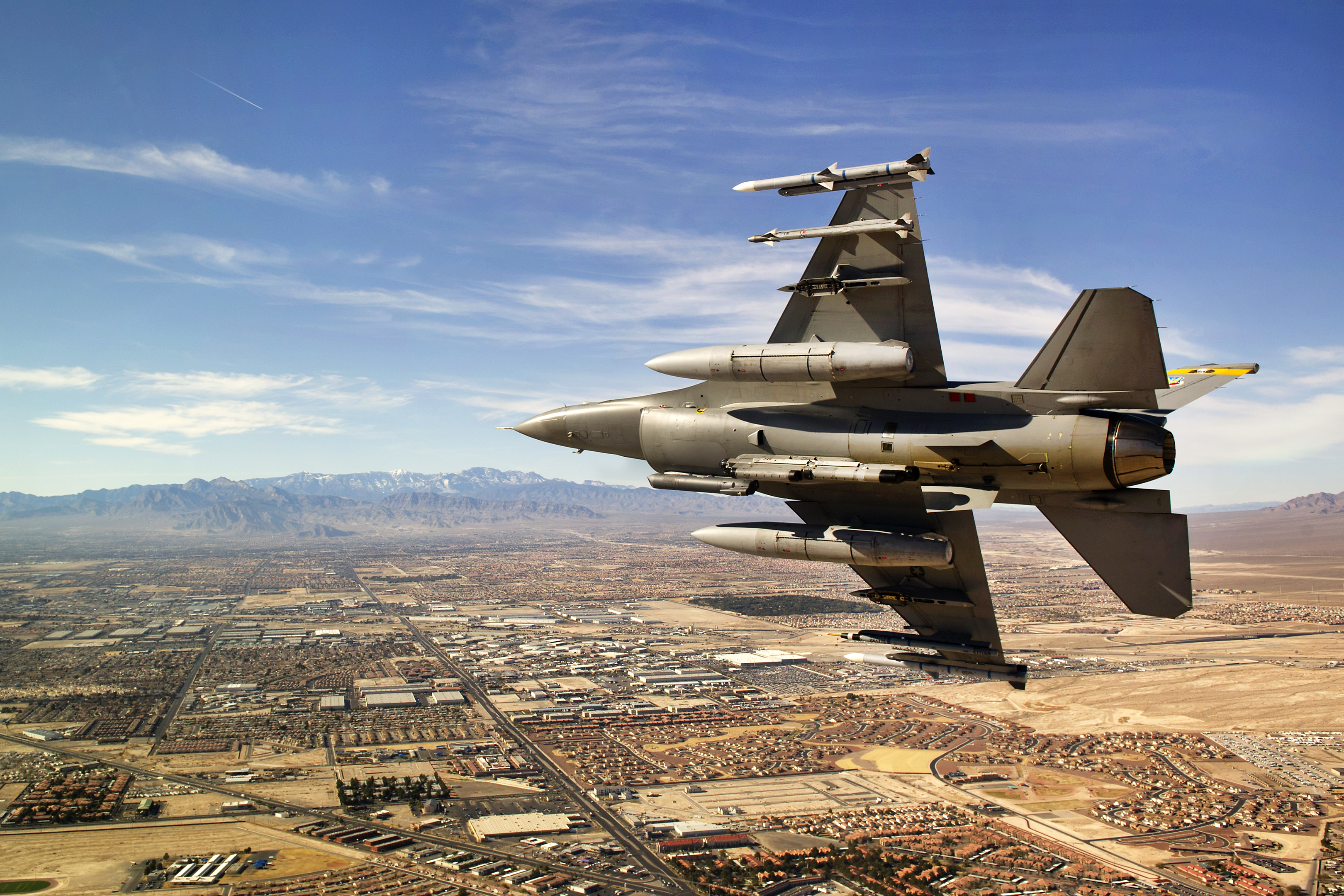
F-16 de l’USAF

On estime qu'en 2002[réf. nécessaire] environ 28 000 avions de combat étaient opérationnels dans le monde, avec la répartition géographique suivante :
- États-Unis : 22 %
- Alliés de l’OTAN : 14 %
- Russie : 9 %
- République populaire de Chine : 10 %
- Reste de l’Asie : 18 %
- Moyen-Orient et Afrique du Nord : 13 %
- Reste du monde : 14 %

## Aviation militaire en 2021
L'almanach “World Air Forces 2022”, publié en décembre 2021 par le site britannique FlightGlobal (en) donne les estimations suivantes :
| État           | Nombre | Pourcentage |
| -------------- | ------ | ----------- |
| Monde          | 53 271 | 100         |
| États-Unis     | 13 232 | 25          |
| Russie         | 4 172  | 8           |
| Chine          | 3 285  | 6           |
| Inde           | 1 581  | 4           |
| Corée du Sud   | 1 581  | 3           |
| Japon          | 1 449  | 3           |
| Pakistan       | 1 387  | 2           |
| Turquie        | 1 069  | 2           |
| Égypte         | 1 062  | 2           |
| France         | 1 055  | 2           |
| Reste du monde | 22 781 | 43          |

## Avions militaires et environnement
L'aviation militaire (terrestre et aéronavale) est très émettrice de gaz à effet de serre. L'utilisation de drones est parfois présentée comme permettant une surveillance à moindre impact environnemental, en complément de l'imagerie satellite. Comme tous les carburants, ceux des avions peuvent contenir des additifs toxiques et polluants. Les produits (antigels, produits de nettoyage…) peuvent aussi contribuer à polluer les sols des aérodromes militaires et de leurs environs. Un avion en difficulté se débarrasse généralement de son carburant avant un atterrissage en urgence, souvent au-dessus d'une forêt ou d'une zone agricole ou de la mer, pour éviter de polluer les villes. Les munitions des avions et hélicoptères sont aussi sources de pollution lors de leur usage, des exercices ou en fin de vie si elles ne sont pas démantelées dans les meilleures conditions.
Enfin, la gestion des déchets militaires lors du démantèlement du matériel en fin de vie (les avions comprennent de nombreux métaux polluants, et contiennent généralement de l'amiante et des matériaux amiantés) engendre des coûts importants.